# Альберто Ферреро Ла Мармора
Альберто Ферреро Ла Ма́рмора (італ. Alberto Ferrero della Marmora; 7 квітня 1789, Турин — 18 березня 1863, Турин) — італійський генерал, політик, картограф та вчений-натураліст.

## Біографія
Альберто Ферреро Ла Мармора народився 7 квітня 1789 року у Турині, в сім'ї маркіза Челестіно Ферреро делла Мармора (італ. Celestino Ferrero della Marmora), капітана Іврейського полку, та графині Рафаелли Арджентеро ді Версеціо (італ. Raffaella Argentero di Bersezio). Він був одним із 13 дітей подружжя. Троє його братів (Карло, Альфонсо та Алессандро) також стали відомими італійськими військовими і політичними діячами.
У 1806 році вступив до французької військової школи Сен-Сір, яку закінчив у 1807 році у званні молодшого лейтенанта. Розпочав військову кар'єру у французькому війську, брав участь у військових діях проти Австрії, зокрема у битві під Ваграмом.
У 1813 році під час битви під Лейпцигом потрапив у російський полон.
Після зречення Наполеона повернувся до Італії і вступив на службу в армію П'ємонту у званні лейтенанта. Брав участь у битві під Греноблем під час Війни 7-ї коаліції проти Наполеона, після чого отримав звання капітана.
У лютому 1819 році, разом з професором геології з Осло Кейсером (J. Keyser) і директором Музею природної історії та античності Кальярі Де Пруннером (італ. De Prunner) здійснив свою першу подорож на Сардинію для дослідження орнітології острова. Під час подорожі були зібрані численні матеріали, які Альберто Ферреро Ла Мармора використав у своїх працях з опису Сардинії. 
23 жовтня 1821 року, під час революції в П'ємонті,  Альберто Ферреро Ла Мармора був звільнений з військової служби і поміщений під домашній арешт через підозри у симпатіях до заколотників, оскільки він мав широкі зв'язки з очільниками повстання. Але 20 березня 1924 року він був відновлений на службі у званні капітана піхоти у розпорядженні віце-короля Сардинії.
Протягом цього періоду Альберто Ферреро Ла Мармора здійснив численні подорожі для дослідження острова, результатом яких стала низка наукових праць, зокрема «Voyage en Sardaigne ou Description statistique, physique et politique de cette île avec des recherches sur ses productions naturelles et ses antiquités, I-IV, Paris-Turin 1839-57».
У 1845 році у Парижі вийшла праця «Carta della Sardegna», у 1860 році в Турині вийшла найвідоміша праця Альберто Ферреро Ла Мармора «Itinéraire de l'île de Sardaigne, pour faire suite au voyage en cette contrée».
у 1829 році за вислугу років Альберто Ферреро Ла Мармора отримав звання майора. Того ж року він був обраний членом Академії наук в Турині. У 1831 році був нагороджений Карлом  Альбертом Савойським цивільним орденом за наукові дослідження Сардинії. У 1832 році Альберто Ферреро Ла Мармора був обраний членом Геологічної академії у Флоренції. 
У 1834 році він був нагороджений Орденом Святих Маврикія та Лазаря. У 1836 році отримав звання генерал-майора і призначений командувачем Королівської військово-морської школи у Генуї.
Під час Першої війни за незалежність Італії Альберто Ферреро Ла Мармора брав участь у бойових діях. Він був відправлений до Венеції для встановлення контактів з тимчасовим урядом Венеції. Проте уряд Венеції встановив контакти через Гульєльмо Пепе. Таким чином, Альберто Ферреро Ла Мармора залишився без чітких завдань і попросив перевести його на інше місце служби. У жовтні 1848 року він був призначений сенатором. У 1849 році отримав звання генерал-лейтенанта і призначений Верховним комендантом Сардинії із розширеними повноваженнями, щоб зупинити селянські заворушення. Йому вдалось це зробити, хоча на його адресу лунали звинувачення у надмірних репресіях. Альберто Ферреро Ла Мармора залишив цю посаду у 1851 році і через хворобу повернувся до Турина. Але протягом 1851-1857 років він здійснив ще низку подорожей на Сардинію, щоб завершити свої дослідження.
Альберто Ферреро Ла Мармора помер 18 травня 1863 року в Турині. Похований в родинній усипальниці в базиліці Сан Себастьяно в Б'єллі.

### Наукові праці
У першій частині «Voyage ..», який вийшов у 1826 році і був перевиданий у 1839 році, Альберто Ферреро Ла Мармора описав античну та сучасну історію Сардинії, її географію та клімат, мінерали, тваринний та рослинний світ. Також були описані мешканці острова, їхній національний одяг, мова, спосіб життя та економічне становище.
У другій частині, яка вийшла у 1840 році, Альберто Ферреро Ла Мармора описав дороманські споруди, зокрема менгіри та нураги і написи на них. Також він висунув гіпотези стосовно призначення цих культових споруд. Далі були описані пам'ятки римської доби, в тому числі римські дороги, могили, храми, амфітеатри тощо.
У третій частині, яка складалась з двох томів та вийшла у 1857 році, була описана геологія острова, її ґрунти, а також викопні рештки різних епох. 
У праці «Itinéraire...» була описана подорож через весь острів. Кожен регіон острова був описаний з геологічної, археологічної, історичної та економічної точок зору.  
Праця «Карта Сардинії» (італ. Carta della Sardegna) була результатом 14 років геодезичних та тригонометричних робіт, що поставило Альберто Ферреро Ла Мармора у ряд видатних європейських картографів.

## Нагороди

### Італійські нагороди
- Кавалер Савойського військового ордена
- Офіцер Савойського військового ордена
- Великий Офіцер Савойського військового ордена
- Кавалер Ордена Святих Маврикія та Лазаря
- Командор Ордена Святих Маврикія та Лазаря
- Кавалер Великого хреста Ордена Святих Маврикія та Лазаря
- Кавалер Савойського цивільного ордена

### Іноземні нагороди
- Кавалер Ордена Почесного легіону (Франція)
- Офіцер Ордена Почесного легіону (Франція)